# Henryk Łukaszewski
Henryk Łukaszewski (ur. 12 kwietnia 1928 w Grabinie) – polski działacz partyjny i państwowy, podsekretarz stanu w Ministerstwie Przemysłu Maszyn Ciężkich i Rolniczych (1980–1981).

## Życiorys
Syn Stanisława i Władysławy, kształcił się w Wyższej Szkole Ekonomicznej w Łodzi. Od stycznia do lipca 1956 kierował Gabinetem Podstaw Marksizmu-Leninizmu na tej uczelni.
Działał w Organizacji Młodzieży Towarzystwa Uniwersytetu Robotniczego (1946–1948) i Związku Młodzieży Polskiej (1950–1955). Pomiędzy 1951 a 1953 był w strukturach wojewódzkim ZMP w Łodzi kolejno instruktorem, kierownikiem Referatu Szkolenia Kadr Wydziału Harcerskiego, zastępcą kierownika Wydziału Propagandy, a od 1954 do 1955 szefem zarządu uczelnianego w Wyższej Szkole Ekonomicznej w Łodzi.
W 1950 wstąpił do Polskiej Zjednoczonej Partii Robotniczej. W latach 50. kierownik szkolenia ideologicznego w Komitecie Gromadzkim w Tubądzinie, grupowy partyjny w ZMP i członek egzekutywy POP PZPR przy łódzkiej WSE. Pomiędzy 1956 a 1975 pracował w strukturach Komitetu Wojewódzkiego PZPR w Łodzi jako instruktor i starszy instruktor Wydziału Propagandy, zastępca kierownika Wydziału Oświaty, Nauki i Kultury, kierownik Wydziału Ekonomicznego i sekretarz ekonomiczny (19711975). W 1975 został zastępcą kierownika Wydziału Ekonomicznego Komitetu Centralnego PZPR. Pełnił funkcję podsekretarza stanu w Ministerstwie Przemysłu Maszyn Ciężkich i Rolniczych (czerwiec 1980 – sierpień 1981).